# Pollok House

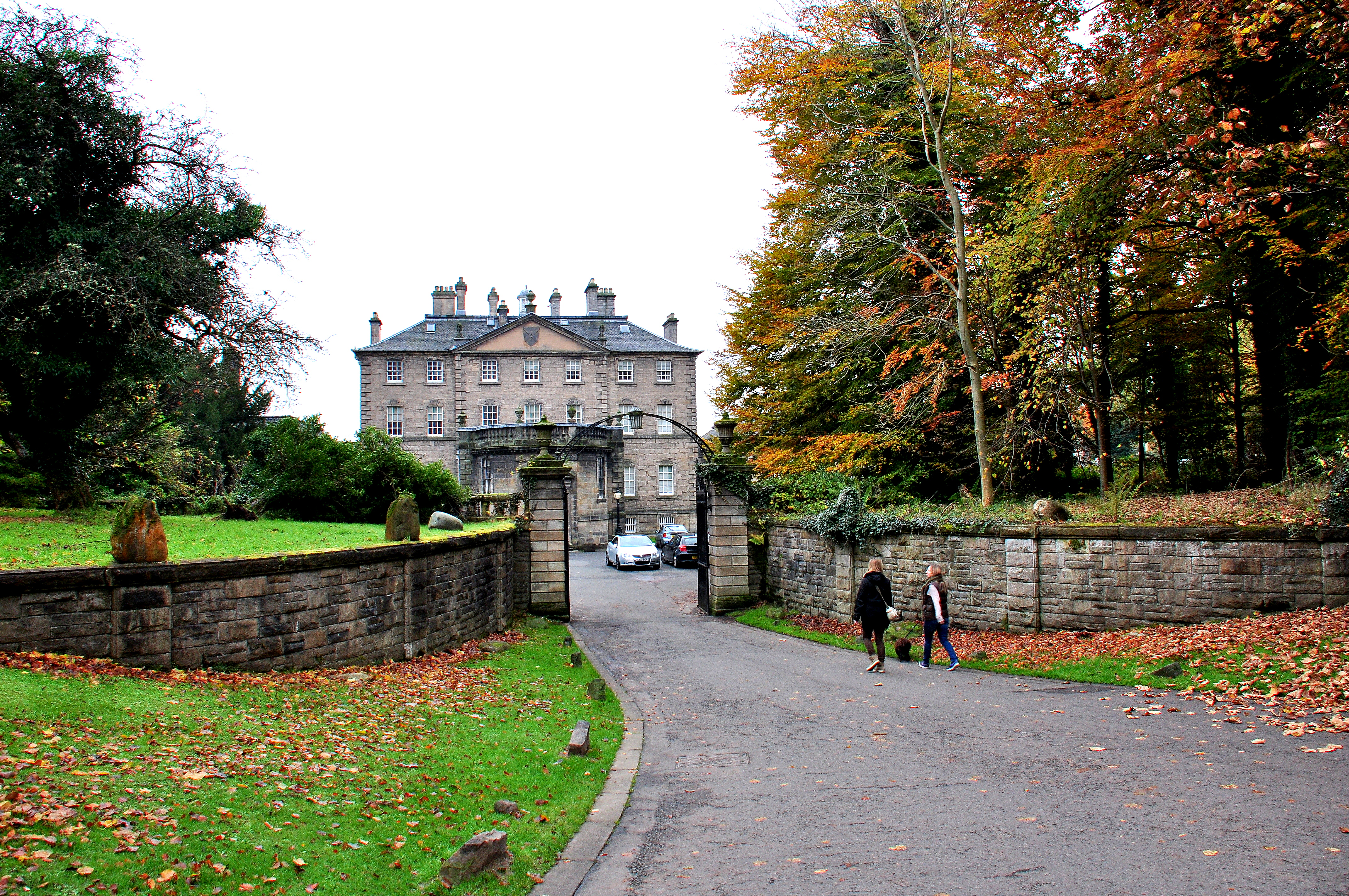
Pollok House, condado de Pollok, Glasgow.

Pollok House es un palacio ubicado en el parque Pollok Country, en Glasgow, Escocia.

## Historia
La casa fue construida por la familia de Stirling Maxwell en 1752 y diseñada posiblemente por William Adam, aunque fue posteriormente ampliada por Rowand Anderson a principios del siglo XX. Fue obsequiado a la ciudad de Glasgow en 1966 por Dame Anne Maxwell Macdonald. Tras su paso a dominio público fue gestionada por el National Trust for Scotland y está abierto al público. La casa fue adaptada en 1899 por el arquitecto Alexander Hunter Crawford.
En la casa Pollok se muestra una gran colección privada de pinturas españolas, que incluye obras de Francisco Goya y Bartolomé Esteban Murillo así como La dama de armiño, icónico retrato tradicionalmente atribuido a El Greco y que ahora se asigna a Alonso Sánchez Coello. También hay pinturas de Rubens y William Blake, además de cristal, platería, porcelana y muebles antiguos. 

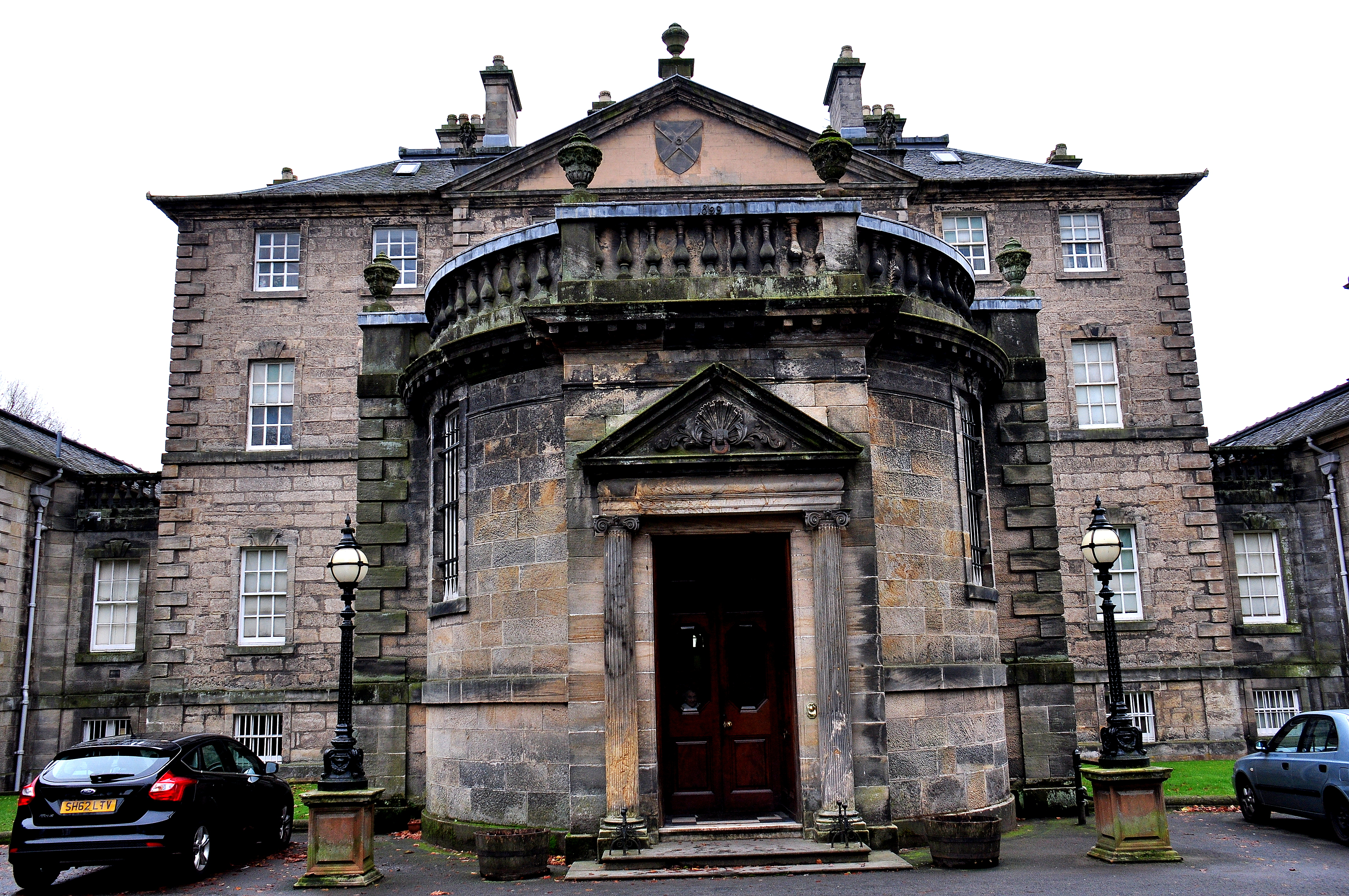
Fachada de Pollok House, Glasgow.

La casa también tiene un extenso jardín que cuenta con más de 1.000 especies de rododendros. Uno de sus ejemplares tiene una forma inusual con un tronco hinchado (7 m de circunferencia en desnivel) y una masa nodosa de ramas. El puente de arco de piedra que conducía a la casa sobre el White Cart Water fue construido en 1757.
Los leones heráldicos de los pilares de la puerta fueron esculpidos por John Marshall según un diseño de Huw Lorimer en 1950.

## Colección

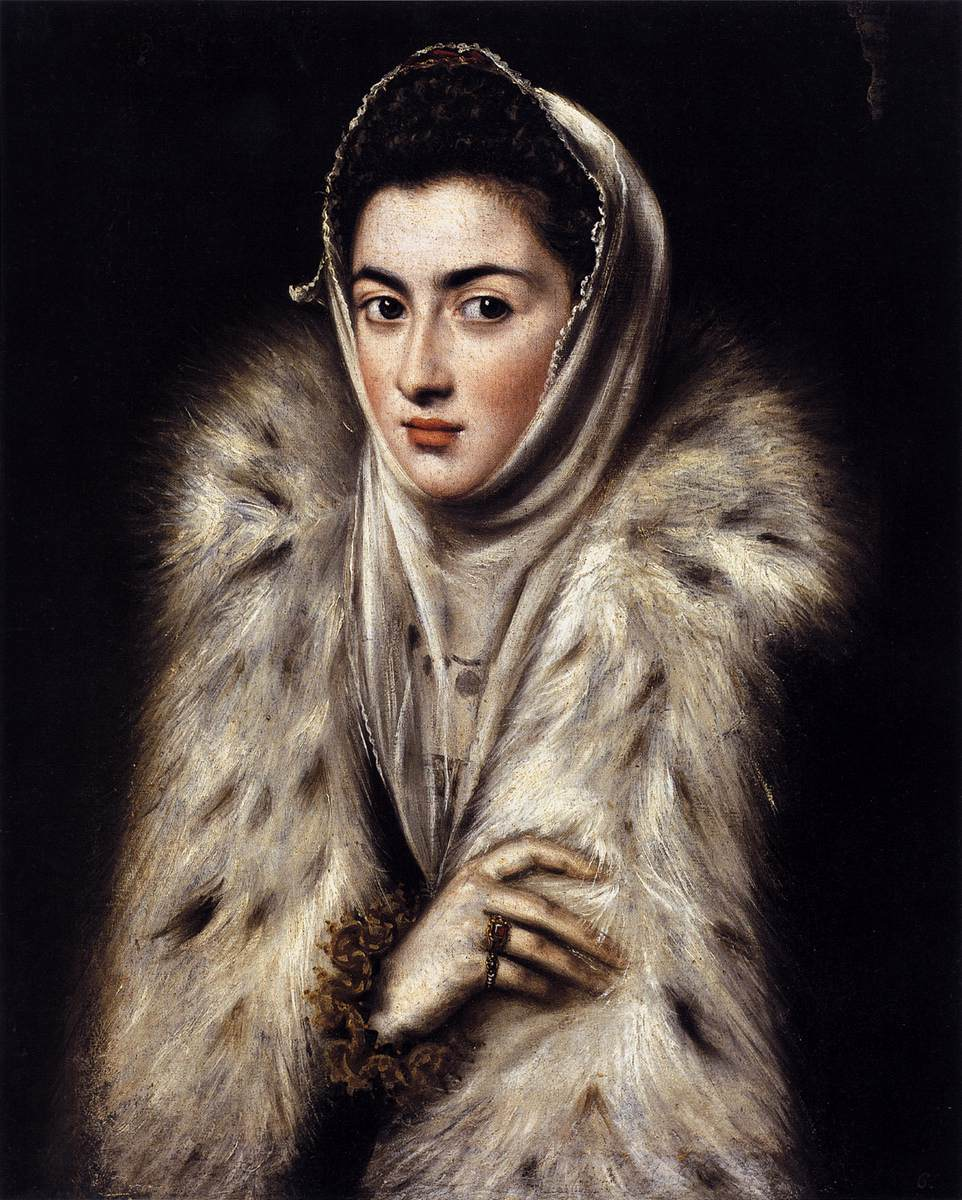
La dama del armiño, atribuida a Alonso Sánchez Coello.
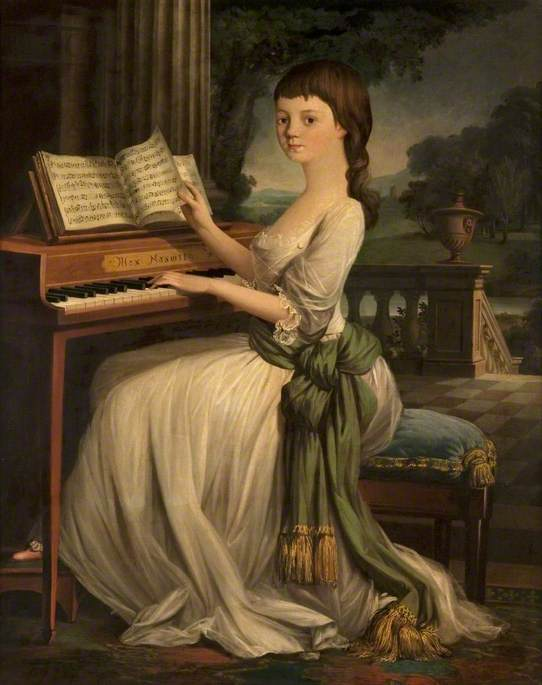
Una muchacha en un clavicémbalo, de Mather Brown.
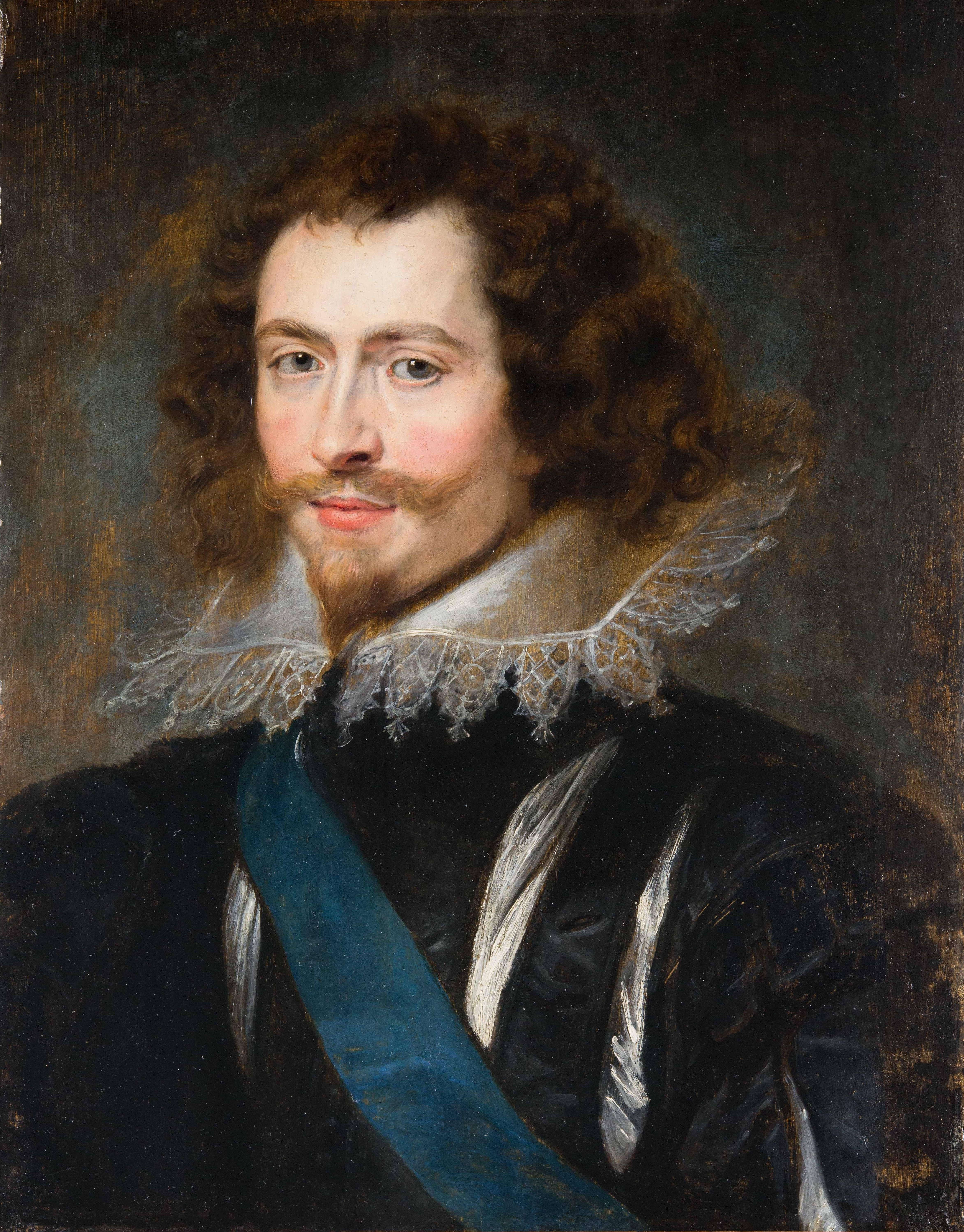
Retrato de George Villiers, duque de Buckingham, de Rubens.
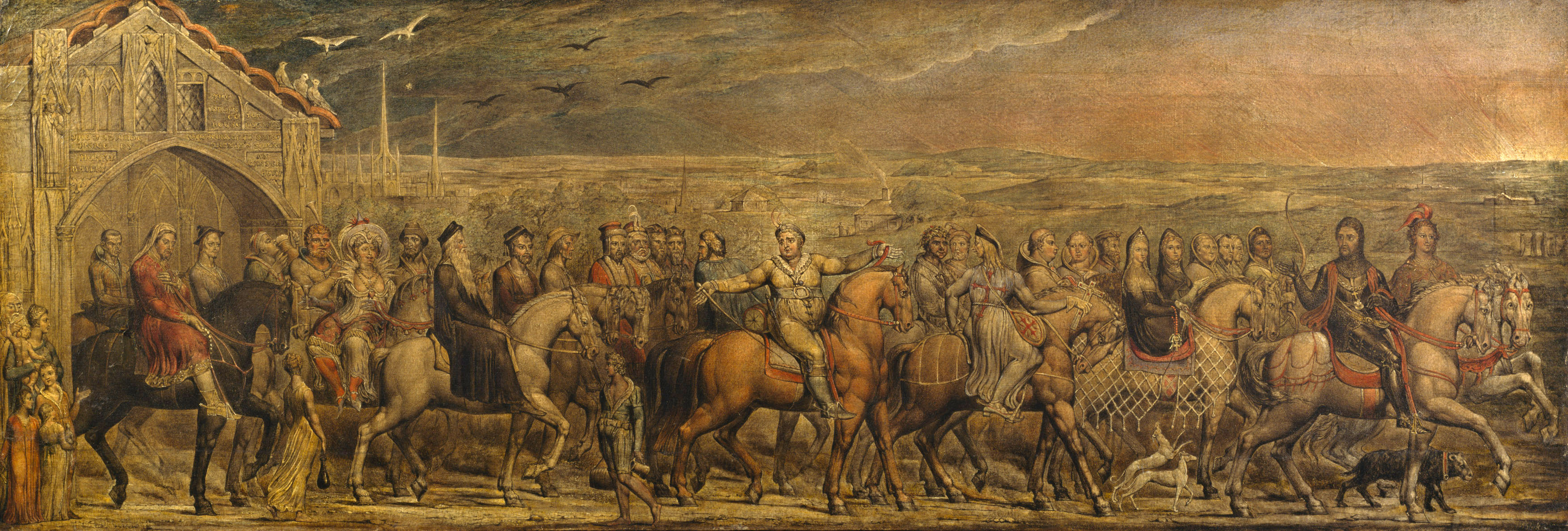
Peregrinos de Canterbury, de William Blake.